# (17860) Roig
(17860) Roig (1998 KQ4) – planetoida z pasa głównego asteroid okrążająca Słońce w ciągu 3,39 lat w średniej odległości 2,26 j.a. Odkryta 22 maja 1998 roku.